# Riedelmühle

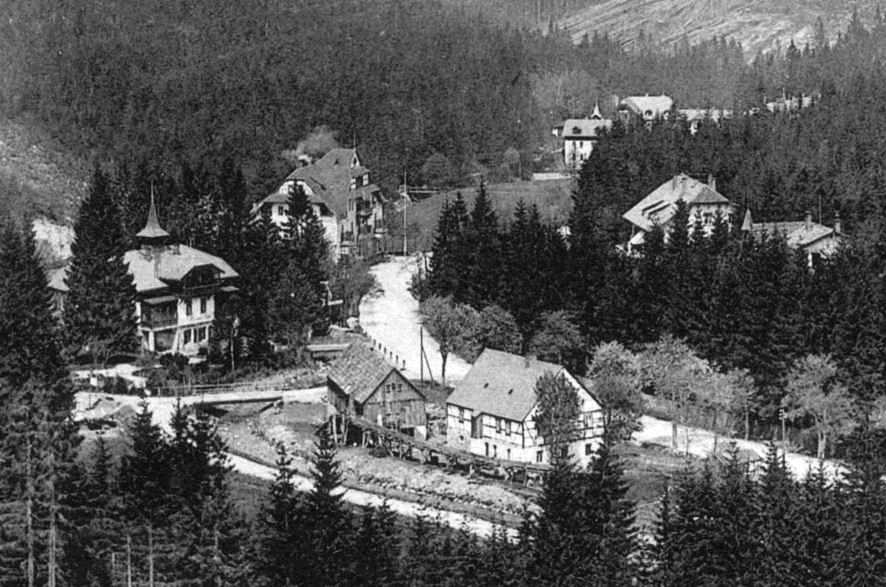
Blick zur noch funktionstüchtigen Riedelmühle, 1905

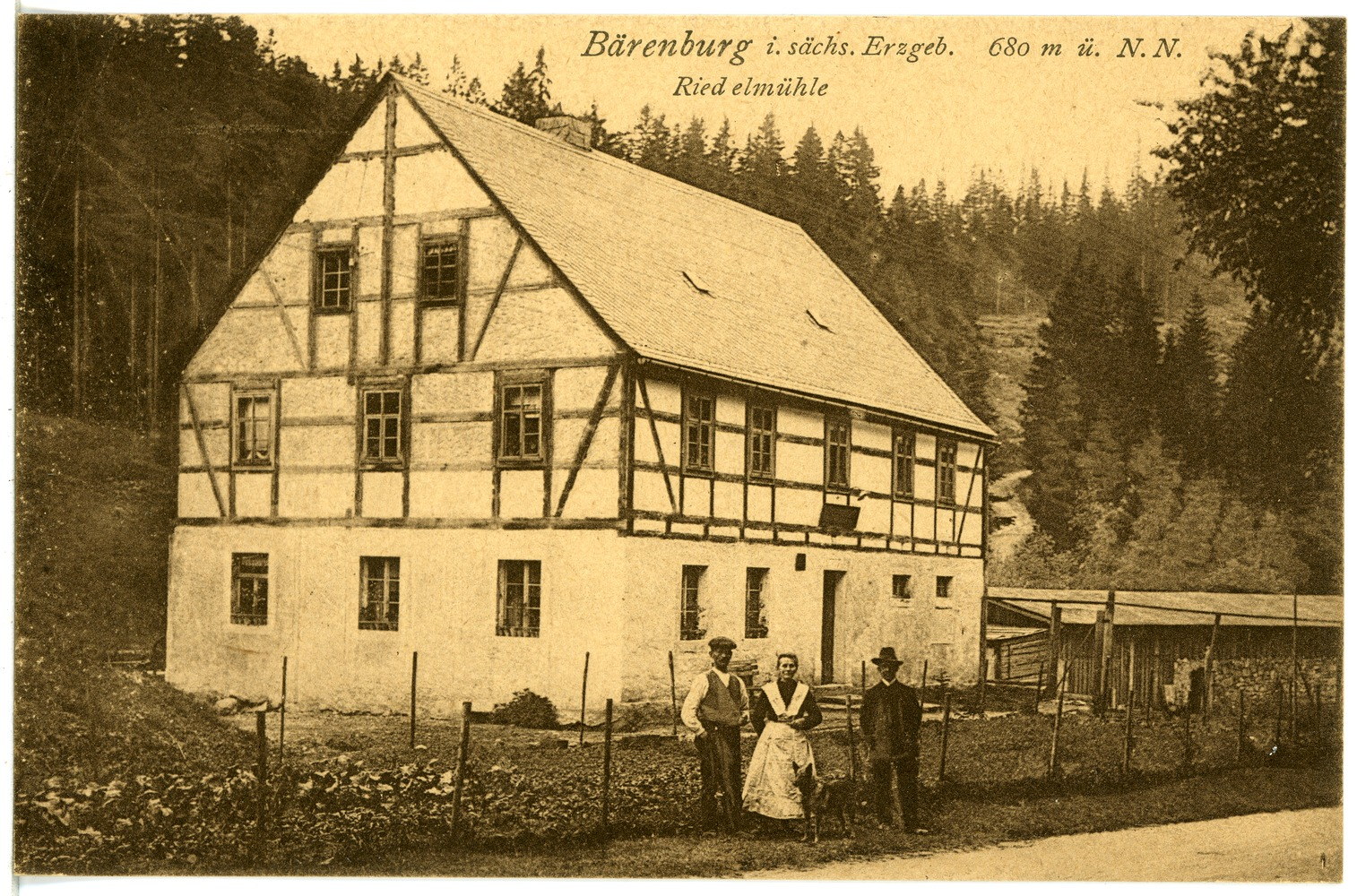
Riedelmühle, 1920

Die Riedelmühle ist eine ehemalige Schneide- und Sägemühle beim heutigen Altenberger Ortsteil Waldbärenburg im Erzgebirge.

## Geographische Lage
Die Riedelmühle liegt an der Roten Weißeritz zwischen der Schellermühle und der Schäfermühle, die beide zu Schellerhau gehörten.

## Geschichte
Die Riedelmühle wurde 1855 als Fachwerkbau mit massivem Erdgeschoss errichtet und diente über 50 Jahre als Mühle für den kleinen Ort Bärenburg, bis sie nach 1905 zu einem Gasthaus umgebaut wurde, da sie direkt an der Hauptstraße lag, die von zahlreichen Reisenden von Dresden ins Osterzgebirge frequentiert wurde. Rasch wurde der Straßengasthof zu einem Ausflugsziel. Nach mehrfachem Besitzerwechsel übernahm die HO die Gaststätte. Als solche wurde sie unter privater Leitung am 19. Januar 1990 wiedereröffnet. Durch einen Hausanbau und den Umbau des alten Mühlengebäudes zum Hotel werden seit 8. Oktober 1993 auch Übernachtungsplätze angeboten.